# Giả lồi
Trong toán học, cụ thể là trong lý thuyết hàm số nhiều biến số phức, các tập giả lồi là các tập mở trong không gian phức n chiều Cn có tính chất đặc biệt, liên quan đến tính mở rộng các hàm chỉnh hình nhiều biến phức. Cho một miền G của Cn, tức là một tập mở và liên thông. Miền G được gọi là giả lồi nếu tồn tại một hàm số đa điều hòa dưới và liên tục liên tục u trên G sao cho các tập mức 
{\displaystyle \left\{z\in G\ |\ u(z)<c\right\}}
là tập compact tương đối của G, với mọi số thực c. Nói cách khác, một miền G là giả lồi nếu nó có một hàm số đa điều hòa dưới "vét cạn" liên tục. Hàm số vét cạn u có thể lấy là hàm {\displaystyle u(z)=-\log dist(z,\partial G)}. Mọi tập lồi tuyến tính là tập giả lồi.
Miền giả lồi được dùng để miêu tả các miền chỉnh hình như sau: "Một miền trong  Cn là miền chỉnh hình nếu và chỉ nếu nó là miền giả lồi." Đây chính là lời giải của bài toán Levi.
Giả lồi Levi còn được gọi đơn giản là giả lồi.
Khi G có biên khả vi lớp C². Một cách đặc biệt, với biên C² có thể chỉ ra rằng G có một hàm số định nghĩa, tức là, tồn tại một hàm {\displaystyle \rho :\mathbb {C} ^{n}\to \mathbb {R} }, khả vi lớp C² sao cho {\displaystyle G=\left\{\rho <0\right\}} và {\displaystyle \partial G=\left\{\rho =0\right\}.} Bây giờ, G là giả lồi Levi nếu và chỉ nếu với mỗi p ∈ ∂G và w thuộc không gian tiếp tuyến phức:
{\displaystyle \nabla \rho (p)w=\sum _{i=1}^{n}{\frac {\partial \rho (p)}{\partial z_{j}}}w_{j}=0} ta sẽ có
{\displaystyle \sum _{i,j=1}^{n}{\frac {\partial ^{2}\rho (p)}{\partial z_{i}\partial {\bar {z_{j}}}}}w_{i}{\bar {w_{j}}}\geq 0.}
Nếu G không có biên C² thì điều kiện xấp xỉ sau có thể hữu ích.
Mệnh đề 1: Nếu G giả lồi thì tồn tại các tập bị chặn, giả lồi Levi mạnh {\displaystyle G_{k}\subset G} với biên trơn lớp {\displaystyle C^{\infty }} và compact tương đối trong G sao cho
{\displaystyle G=\bigcup _{i=1}^{\infty }G_{k}.}
Nó đúng vì một khi φ theo như định nghĩa giả lồi ta có thể thực sự tìm được hàm "vét cạn" lớp {\displaystyle C^{\infty }.}

## Trường hợpn= 1
Trên đường thẳng phức C¹, mọi tập mở đều giả lồi. Khái niệm giả lồi thường được sử dụng trong không gian phức có số chiều lớn hơn 1.